# Siuruanjoki
Der Siuruanjoki ist ein Fluss in den finnischen Landschaften Lappland und Nordösterbotten.
Der Fluss hat seinen Ursprung südlich des Simojärvi
im See Hietajärvi.
Von dort fließt er in südlichen und westlichen Richtungen nach Yli-Ii, wo er nach einer Strecke von 155 km in den Iijoki mündet.